# Fueros de Valencia

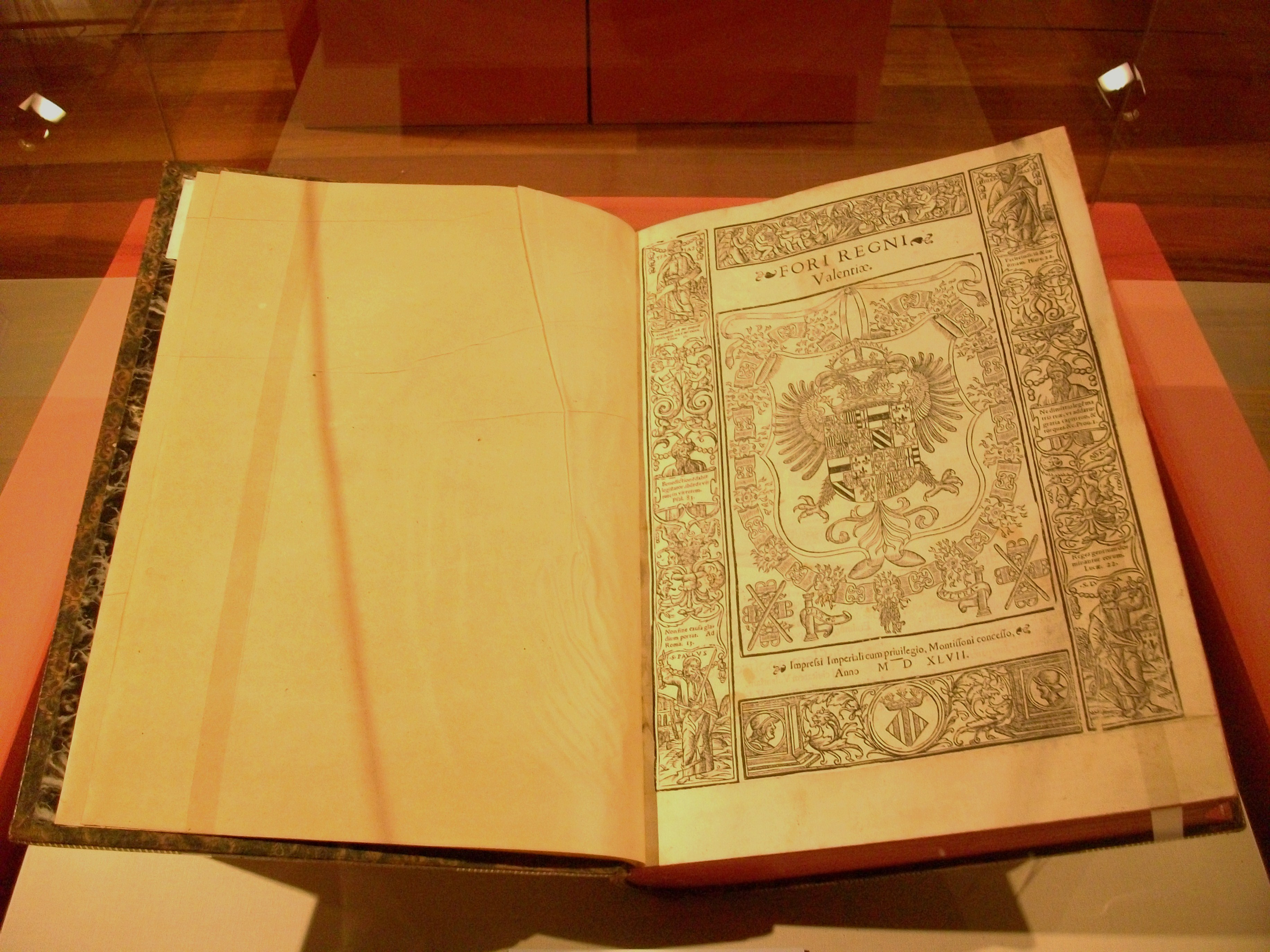
L'edizione del 1547

I Fueros de Valencia sono state le principali leggi che hanno regolato il Regno di Valencia dal XIII secolo all'inizio del XVIII secolo e che funzionavano in modo simile ad un'odierna Costituzione, definendo e separando i poteri tra la casa reale, la nobiltà, il clero cattolico e le procedure giudiziarie.
Furono inizialmente concessi dal primo re di Valencia, Giacomo I d'Aragona alla fine del 1238, poche settimane dopo la conquista della città, con il nome di Costum de València ed erano costituiti da circa 1500 articoli o privilegi e trattavano qualsiasi materia di diritto. Nel 1261 Giacomo I ne ordinò la traduzione dal latino al valenciano e li promulgò come legge del Regno, con il nome ufficiale di Fueros de Valencia.
I Fueros rimasero in vigore per oltre quattro secoli finché non furono aboliti, insieme con quelli di Aragona, dai decreti di Nueva Planta firmati da Filippo V nel 1707.